# Pendle
Pendle è un distretto con status di borough del Lancashire, Inghilterra, Regno Unito, con sede a Nelson.
Il distretto fu creato con il Local Government Act 1972, il 1º aprile 1974 dalla fusione dei municipal borough di Nelson e Colne con i distretti urbani di Barnoldswick, Barrowford, Brierfield, Earby e Trawden e con parte del distretto rurale di Burnley e del distretto rurale di Skipton.

## Parrocchie civili
Le parrocchie, che non coprono l'area del capoluogo e Colne, sono:
- Barley-with-Wheatley Booth
- Barnoldswick (città)
- Barrowford
- Blacko
- Bracewell and Brogden
- Brierfield (città)
- Earby
- Foulridge
- Goldshaw Booth
- Higham-with-West Close Booth
- Kelbrook and Sough
- Laneshaw Bridge
- Old Laund Booth
- Reedley Hallows
- Roughlee Booth
- Salterforth
- Trawden Forest